# Pierre Gustave Girardon
Pour les articles homonymes, voir Girardon.
 (janvier 2015).
Si vous disposez d'ouvrages ou d'articles de référence ou si vous connaissez des sites web de qualité traitant du thème abordé ici, merci de compléter l'article en donnant les références utiles à sa vérifiabilité et en les liant à la section « Notes et références ».
Pierre Gustave Girardon, né à Lyon le 15 janvier 1821, et mort à Lyon 6e le 26 mai 1887, est un peintre paysagiste français.

## Biographie
Il a été élève de Fonville.
Il expose à Lyon à partir de 1845, puis à Paris à partir de 1855 et à Marseille en 1861. Dans Le Salut public de Lyon, du 17 juin 1887, son ami Th. Giraud a écrit que Gustave Girardon a cessé de peindre à partir de 1870. Cependant il a continué à exposer aux Salons de Lyon jusqu'en 1880, et à Paris jusqu'en 1873. La Gazette des beaux-arts de 1865 donne ses commentaires sur les œuvres qu'il a exposées en 1865. Il a présenté des vues de Provence aux Salons de Lyon et de Paris.

## Famille
- Étienne Girardon (Lyon, 1721-Brignais, 1767) marié en 1747 avec Marie Anne Romier (1732-1806)
  - Jean-Baptiste Girardon (1747-1813), avocat en Parlement de Dijon, marié avec Catherine Anginieur (1763-1849),
    - Jean Adrien François Girardon (1789-1855) marié en 1820 avec Pauline Catherine Bellier de Presles (1798-1824), fille de Jacques Pierre Étienne Bellier de Presles et Françoise Lucrèce Sibeud (Crest, 1773-Lyon, 1861), fille issue du mariage en 1772 de Paul Francois René Lucretius Sibeud (Crest, 1728-Crest, 1808), maire de Crest, qui possédait le buste du poète Philétas (ΦΙΛΕΙΤΑς) découvert par un cultivateur de Crest en 1770, et dont il a hérité[5],[6], et de Catherine Alléon (1732-1810). Catherine Alléon avait été mariée en premières noces, en 1754, avec Louis Michel Rigaud de l'Isle dont elle avait eu Louis-Michel Rigaud de l'Isle (1761-1826).
      - Pierre Gustave Girardon (1821-1887) marié en 1848 à Allex, en premières noces, avec Sophie "Mina" Blancard (1826-1852), la fille du Général Baron Blancard (1774-1853), héros des guerres napoléoniennes, et de Marie-Louise Rigaud de l'Isle (1799-1878), fille de Louis-Michel Rigaud de l'Isle et de Sophie Anne Marie Clappier (1768-1814), sœur de Sophie Étiennette Lucrèce Rigaud de l'Isle (1803-1889) mariée en 1827 à Alphonse Bérenger de la Drôme (1785-1866). Il a hérité du château de l'Isle à Allex. Par sa femme, il est apparenté à toute la haute société protestante du Dauphiné: Barnave, Necker, etc. il a trois enfants de ce premier lit.
        - Pauline Girardon (1849-1851)
        - Pierre Girardon (Allex, 1850-Avignon, 1892), magistrat, marié en 1878 avec Louise Monroe (1858-)
        - Louise Girardon (1852-1915) mariée vers 1870 à Stanislas de Nolhac (1848-1905)

      - Pierre Gustave Girardon, propriétaire rentier à Divajeu où il a été membre du conseil municipal, marié en 1856 en secondes noces avec Hélène Roubaud (1838-1917), docteur Adrien Roubaud[7] (Amiens, 1812-Gap, 1870), chevalier de la Légion d'honneur, et d'Amélie Bontoux, nièce de son beau-frère Paul Eugène Bontoux (l'Union Générale),
        - Marie Girardon (1857-1923) mariée avec Eugène Monroe, frère de Louise Monroe mariée avec Pierre Girardon,
        - Adrien Louis Girardon (1861-1953) marié avec Cécile Polonceau, fille d'Ernest Gustave Polonceau, cousin de Camille Polonceau,
        - Pierre Louis Girardon (Divajeu, 7 juillet 1864-10 septembre 1953), général de brigade, grand officier de la Légion d'honneur[8], marié en 1890 à Paris avec Marie Lezaud (1872-1966), fille de Céline Desmanèches (1844-) et d'Albert Lezaud (1835-1882), sous-préfet et conseiller d'état, député de la Haute-Vienne
          - Hélène Jeanne Girardon (1894-1983) mariée en 1919 à André de Chalendar (1889-1972). D'où Pierre-André de Chalendar (1858-), PDG du groupe Saint-Gobain.
          - Juliette Adrienne Cécile Girardon (1901-) mariée en 1925 avec Henri de Vanssay de Blavou

La famille Girardon est originaire de Brignais, à côté de Lyon, où, au début du XVIIe siècle, les ancêtres de Pierre-Gustave sont marchands-bouchers, puis drapiers, puis fabricants de drap d'or et d'argent, puis hommes de loi, conseillers du roi.
Par son arrière-grand-mère Marie-Anne Romier, il est apparenté avec la famille Aynard (la décoratrice Andrée Putman est née Aynard).
Il est le cousin de Joseph Alfred Bellet du Poisat qui en a fait son légataire universel.

## Carrière
Héritier du château de l'Isle dans la Drôme. Il est propriétaire rentier à Divajeu et conseiller municipal de ce village en 1856.

## Œuvres

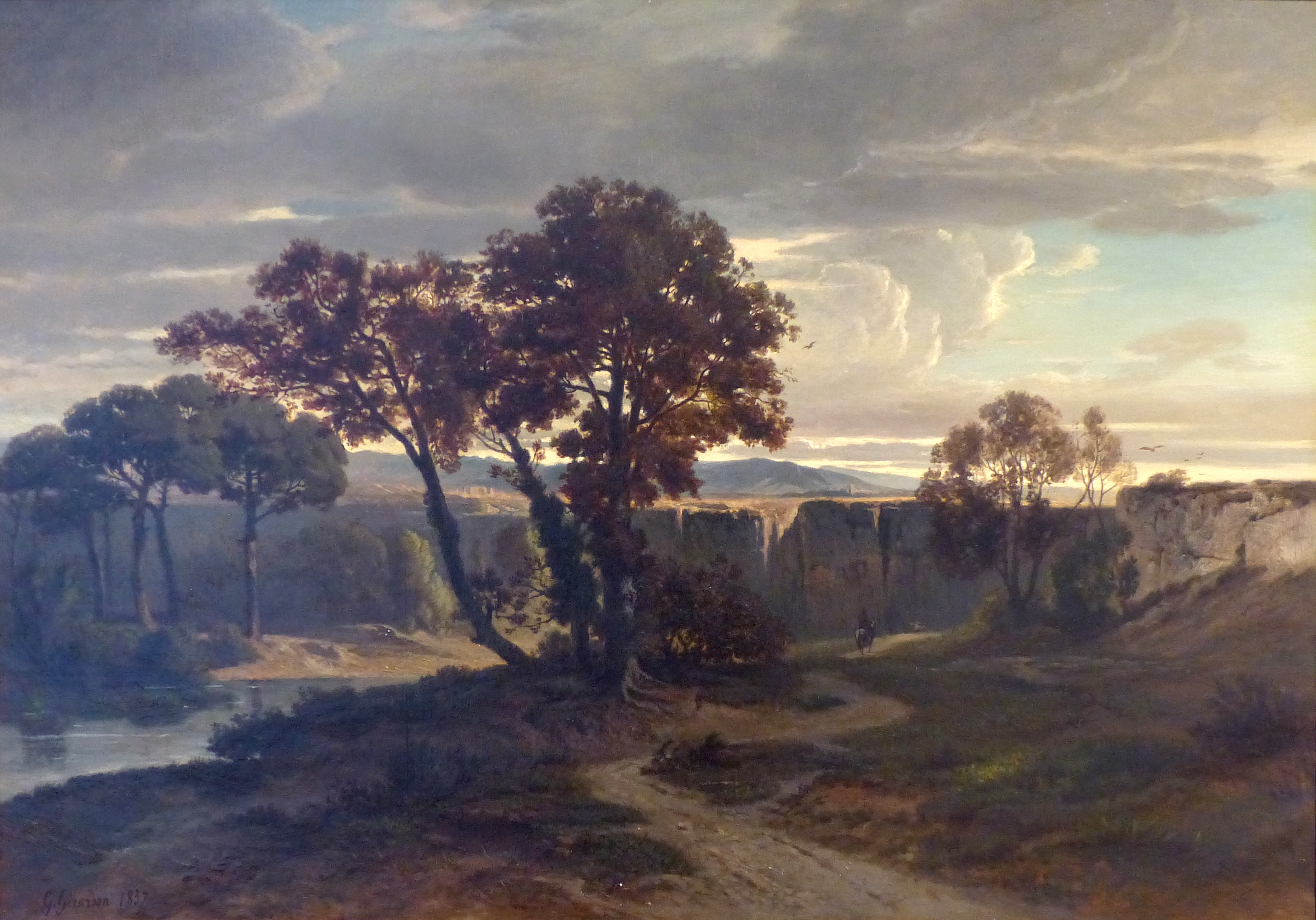
Gustave Girardon
Paysage à Venasque (1857)
Musée Calvet

Ses peintures sont exposées au musée des Beaux-Arts de Lyon, au musée d'Art et d'Archéologie de Valence, au musée Calvet en Avignon, dans des collections particulières.
Gustave Girardon a gravé 40 eaux-fortes dont 25 pour illustrer l'album Les bords du Rhône, en 1854.
- Ruines et terrasses du Château de Grignan, appartenant au musée des beaux-arts de Lyon, déposé au musée de Valence.
- Vue du Mont Ventoux, au musée de Valence.
- Paysage à Venasque, au musée Calvet.